# Marko Milanović (mučenik)
Marko Milanović (Kruševo, Stolac, 1837. ili 1839. – Jakomir, kraj travnja 1859.), mučenik i svjedok katoličke vjere. U rimskom izvješću, u talijanskom prijevodu o smrti stoji da je pogubljen pod šiljcem Takomistom, što je očito krivo čitanje.
Ubijen je na brdu Jakomiru, na putu od Morina prema Sominama.

## Životopis
Rođen u Kruševu 1837. godine, tada filijala prenjske župe, danas filijala stolačke župe. Kršten odmah po rođenju, kako je bio tadašnji običaj. Vrlo je razumna pretpostavka da je sakramente sv. ispovijedi i prve sv. Pričesti primio u djetinjoj dobi, a krizman u velikoj krizmi 1856. koju je te godine u dva navrata podijelio apostolski pohoditelj, talijanski isusovac p. Vincenzo Basile. Milanović je pogubljen krajem travnja 1859. godine, na brdu Jakomiru iznad nevesinjskih Morina. Marko je planištario skupa s Perom iz Moševića i društvom.
Krenuo je prema planini Sominama kod Nevesinja. Tih je godina ondje presretao planištare neki banatski harambaša po imenu Sava Ćeović sa svojom oružanom hajdučkom družinom, odnosno neki je harambaša iz crnogorskih Banjana imenom Stevan sa svojom skupinom od „oko 70 ajduka“. Nemilice ih je pljačkao. Pljačka nije završavala na tome. Muslimane je na mjestu ubijao, a katolike nagonio da se izjasne pravoslavcima. Tad je Ćeović uhvatio petoricu planištara iz donjih krajeva Hercegovine: jednoga muslimana Muju Gutošić iz Kruševa, s Poplata, dva pravoslavca kojima se ne znaju imena te dvojicu katoličkih mladića, jedan Pero Glavinić iz Moševića, iz gradačke župe, i Marko Milanović iz Kruševa, tada dubravska župa. Muslimana su ubili čim su mu čuli ime. Ostalima su rekli da će ih sve pobiti izjasne li se katolicima, odnosno ne prikažu li se pravoslavcima, a pustit će ih ako se izjasne pravoslavnima.
Pero je ne dvojeći, za spasiti život odrekao se i zemaljskoga očinstva i crkvenoga materinstva i rekao "Ja sam sin „Tripka Brstine iz Gornjega Hrasna", dakle pravoslavac. Marko nije zatajio vjeru. Rekao je: "Ja sam pravi katolik, a vi činite što hoćete!". Smogao je snage hrabro posvjedočiti da je katolik, pripadnik Katoličke Crkve i vjere. Krvnicu su ga na to stali nagovarati da kaže da je pravoslavac i da će mu poštediti život. Preporučujući se uzdasima Bogu, uporni Milanović je da je pravi katolik, i neka rade što god hoće od njega, ali on ne odustaje od svoje katoličke vjere.
Na ustrajanje da je katolik,  komiti su sabljom mu odsjekli glavu na spomenutom mjestu na planištarskoj stazi na putu prema Sominama, gdje je Milanovićevo imanje od pamtivijeka.
Tijelo mučenika Marka Milanovića pronađeno je nakon četiri dana. Usta su bila nasmijana. Bilo je neraspadnuto. Svjedoci su zapisali da je mirisalo i 40 dana nakon smrti.
Svjedočanstvo o smrti zabilježio je tadašnji dubravski župnik don Vide Maslać koji je u pismu dubrovačkom biskupu Vinku Čubraniću zapisao kratko sadržajno izvješće datirano Godine 1859. na svršetku mjeseca travnja. Pismo je poslao i bogoslovu Lazaru Lazareviću u Rim s nakanom da ovo blistavo svjedočanstvo vjere dođe i do vatikanskih ureda i kardinala. Možda je i pismo poslao i u Mostar.
Godine 1980. fra Andrija Nikić pisao je o Marku Milanoviću u "Taveliću". Na 2. Stolačkom kulturnom proljeću 2004. pjesmu je o mučeničkoj smrti Marka Milanovića spjevao hrvatski pjesnik iz Neuma Pero Pavlović, a narodni guslar i umjetnik Zlatko Glavinić iz Babina Dola također je napisao i uz gusle otpjevao pjesmu o mučeništvu Marka Milanovića.
Nakladnik Pero Milanović priredio je knjigu o Milanoviću 2010. godine. Godine 2011. osnovana je Udruga „Marko Milanović – Stolac“ radi proučavanja povijesnih podataka, širenja glasa o Markovu junačkom činu i tako upoznala mlađe naraštaje i širu javnost o ovom povijesnom događaju. Njeni su medijski pravci prezentiranja s nakanom da se Marko Milanović u dogledno vrijeme uzdigne na čast oltara, odnosno službeno proglasi blaženikom Katoličke crkve.
Od 2012. godine u stolačkoj župnoj crkvi sv. Ilije proroka 30. travnja slavi se sv. Misa za dušu svjedoka vjere i za otvaranje biskupijskoga procesa na kojem bi se proučilo njegovo povijesno mučeništvo.
Slično mučeništvo u biskupiji podnio je bezimeni mučenik iz Stoca, koji je ubijen 1744. godine. Ni po cijenu svog života nije se htio odreći svoje katoličke vjere. Mučenje je zapisao prije 260 godina župnik Dubrava don Petar Bronzić.

## Vanjske poveznice
- Župa sv. Ilije Stolac  Arhivirana inačica izvorne stranice od 9. travnja 2017. (Wayback Machine)
- Zajednica Hrvata Istočne Hercegovine: 'Mučeništvo Marka Milanovića' don Ivana Štironje  Arhivirana inačica izvorne stranice od 9. travnja 2017. (Wayback Machine)
- HercegBosna.org Kršćanski mučenici